# إدغار برنس
إدغار برنس (بالإنجليزية: Edgar Prince)‏ هو شخصية أعمال أمريكي، ولد في 3 مايو 1931 في هولاند في الولايات المتحدة، وتوفي في 2 مارس 1995.